# Désiré-Magloire Bourneville
Pour les articles homonymes, voir Bourneville.
Désiré-Magloire Bourneville, né le 20 octobre 1840 à Garencières (Eure), mort le 29 mai 1909 à Paris, est un médecin aliéniste qui a participé activement au débat sur la laïcisation des hôpitaux français.

## Biographie
Désiré-Magloire Bourneville est le fils d’un tisserand en coutil. Il est interne des hôpitaux en 1865. En 1866, il est volontaire pour combattre l’épidémie de choléra à Amiens. Cette ville le fait citoyen d’honneur et le décore pour ses services. Bourneville travaille ensuite à la Salpétrière sous la direction de Charcot en 1868. Il souitent sa thèse à Paris devant le professeur Pierre-Adolphe Piorry le 2 août 1870, titrée "Etudes thermométriques cliniques dans l'hémorrhagie cérébrale et quelques autres maladies de l'encéphale" .
De retour à Paris, il écrit pour Le Réveil, journal socialiste.  Durant le siège de Paris, il est chirurgien-major au 160e bataillon de la garde nationale et chirurgien-major à l'ambulance du Jardin des plantes tandis qu'il effectue son internat à la Pitié. Il conserve ces fonctions durant la Commune de Paris. 
À l'issue de la semaine sanglante, il aurait protégé ses patients sujet à la répression des Versaillais. 
Il décrit la sclérose tubéreuse de Bourneville, une maladie génétique en 1880.
Il est médecin neurologue à l'hôpital de Bicêtre, et fonde le journal le Progrès médical en 1873.
En 1876, il est conseiller municipal de Paris pour le 5e arrondissement dans le quartier Saint-Victor (membre de l’Alliance Républicaine) et député de la Seine de 1883 à 1889, inscrit au groupe de la Gauche radicale. 
Le Dr Henri Thulié, avocat d’une médecine humaniste, est son ami et, comme lui, franc-maçon.  
Il multiplie les déclarations à l'encontre des religieuses employées comme infirmières : 
« L'État qui est laïc a le devoir de se priver du concours d'auxiliaires qui, par leurs vœux, se placent en opposition directe avec les lois de la nature et les intérêts de la société. »
Alfred Naquet remporte son siège aux élections générales de 1889 et Bourneville ne retrouvera plus de succès dans les urnes. 
Désiré-Magloire Bourneville provoque une évolution remarquable dans la connaissance de ce qu’on appelle les idiots, notamment dès 1890 à la Fondation Vallée où il est nommé. 
Il institutionnalise l’action médico-pédagogique et participe activement au vote de la loi proposée par Alfred Binet instituant en 1909 les classes de perfectionnement annexées aux écoles primaires. Sa conviction est que tous les enfants handicapés doivent recevoir une éducation. 
Il est également à l'origine de réformes de l'hygiène hospitalière, veillant par exemple personnellement à la compatibilité des tenues du personnel avec les pratiques aseptiques.
L'aboutissement de son combat pour la reconnaissance des enfants handicapés se trouve sans doute dans le vote en 1909 d'une loi pour un système scolaire adapté aux enfants handicapés, connecté avec le réseau éducatif classique.
Il est à l'origine de la fondation des premières écoles d'infirmières laïques en France.
Il meurt à son domicile, 14 rue des Carmes dans le 5e arrondissement de Paris le 29 mai 1909.
Ses cendres sont déposées dans la case 5 540 du columbarium du cimetière du Père-Lachaise.

## Œuvres

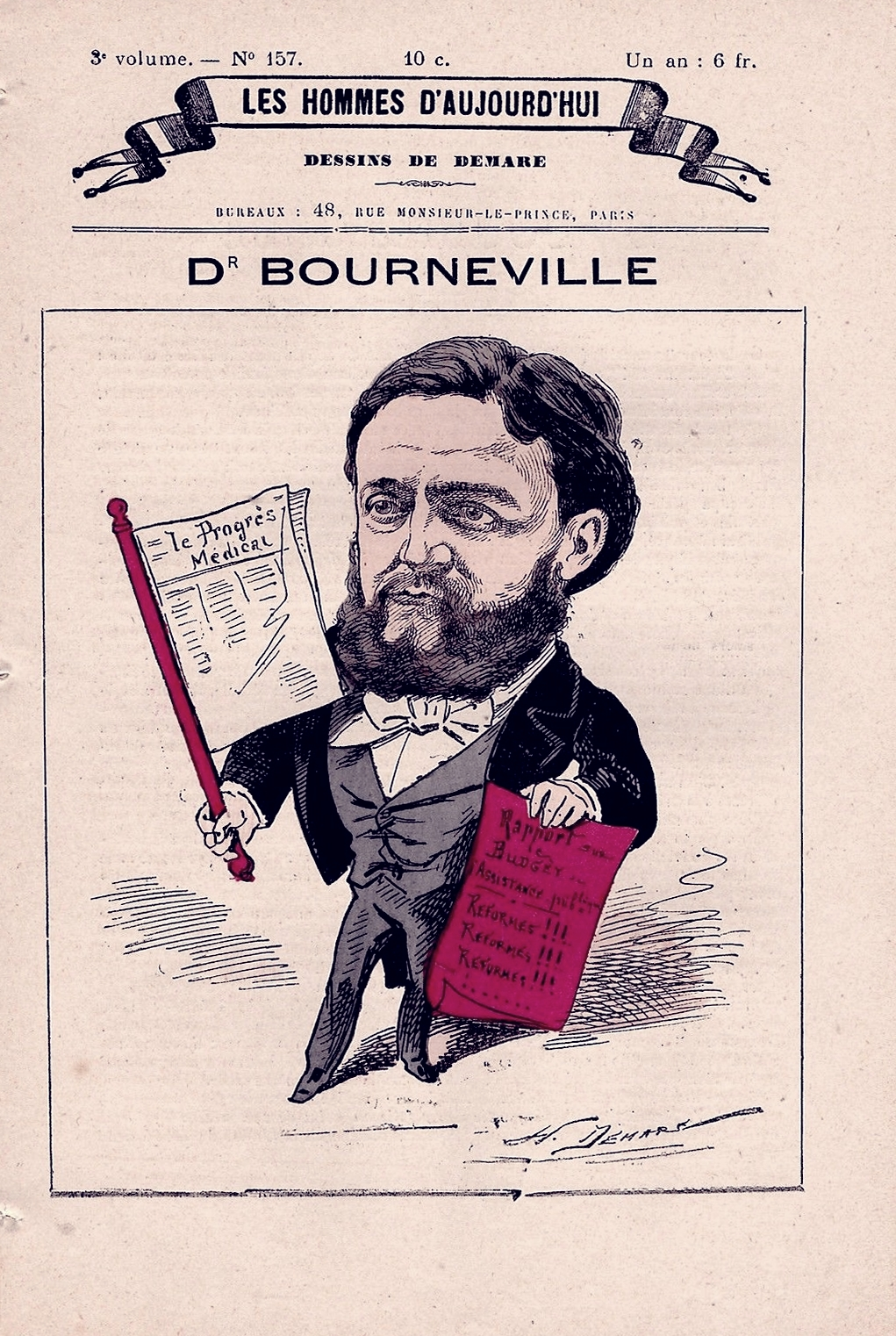
Le docteur Bourneville caricaturé par Henri Demare pour Les Hommes d'aujourd'hui n°157.

- Manuel pratique de la garde-malade et de l’infirmière, Paris, Progrès Médical, 1888-1889, 5 vol.
- Création de classes spéciales pour les enfants arriérés (Lettre aux membres de la 3e commission du Conseil Général de la Seine), Col. Bibliothèque d'Éducation Spéciale, No Hors série, Alcan, Paris, 1897, Édité à l'Hôpital Bicêtre, Imprimerie des enfants.

- Recherches cliniques et thérapeutiques sur l'épilepsie, l'hystérie et l'idiotie (Compte-rendu du service des enfants idiots, épileptiques et arriérés de Bicêtre pendant l'année 1902), Alcan, Paris, 1902.

- Recueil de mémoires, notes et observations sur l'idiotie (1772-1840), Col. Bibliothèque d'Éducation Spéciale, No 1, Alcan, Paris, 1891.

- Assistance, traitement et éducation des enfants idiots et dégénérés, Rapport fait au Congrès national d'assistance publique, Session de Lyon, juin 1894, Col. Bibliothèque d'Éducation Spéciale, No 4, Alcan, Paris, 1895.

- « Socrate était-il fou ? » Journal de Médecine Mentale, T. IV, Masson & Fils, Paris, 1864.

- Des préfaces à des ouvrages de Jean Itard, Édouard Séguin, etc.

En association
- avec Jean-Martin Charcot, 
  - Leçons sur les maladies du système nerveux faites à la Salpêtrière, Delahaye, Paris, 1872.
- avec Paul Regnard
  - De l'ischurie hystérique, Paris, aux bureaux du "Progrès médical", A. Delahaye et Cie, 1876, lire en ligne sur Gallica.
  - Iconographie photographique de la Salpêtrière (service de M. Charcot), Paris, aux bureaux du "Progrès médical", 1875-1880:

1. 1875, Texte intégral.
2. 1877, Texte intégral.
3. 1878, Texte intégral.
4. 1879-80, Texte intégral.